# Carl Arnold Séquin

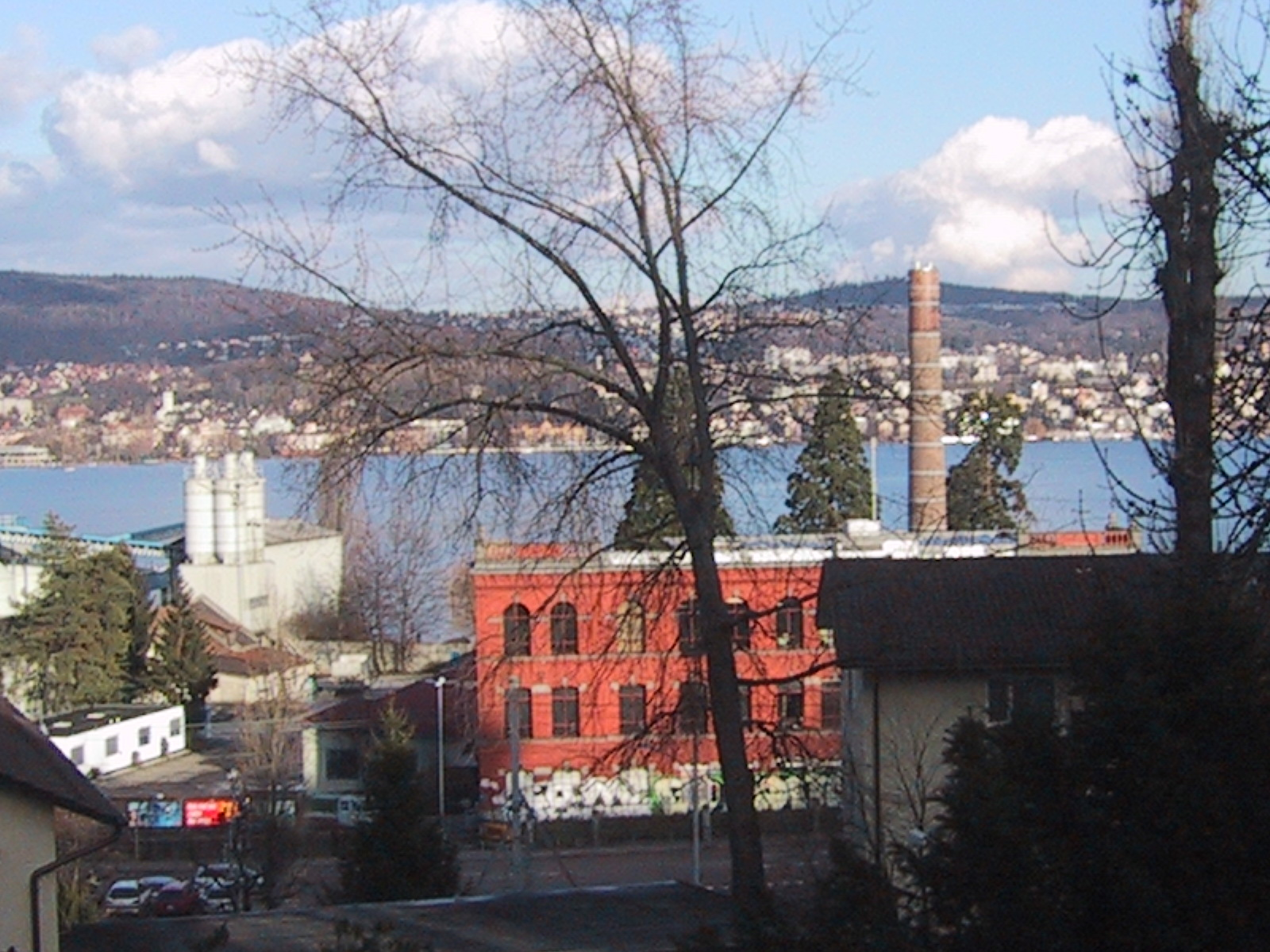
Die Rote Fabrik am Zürichsee (Zürich-Wollishofen)

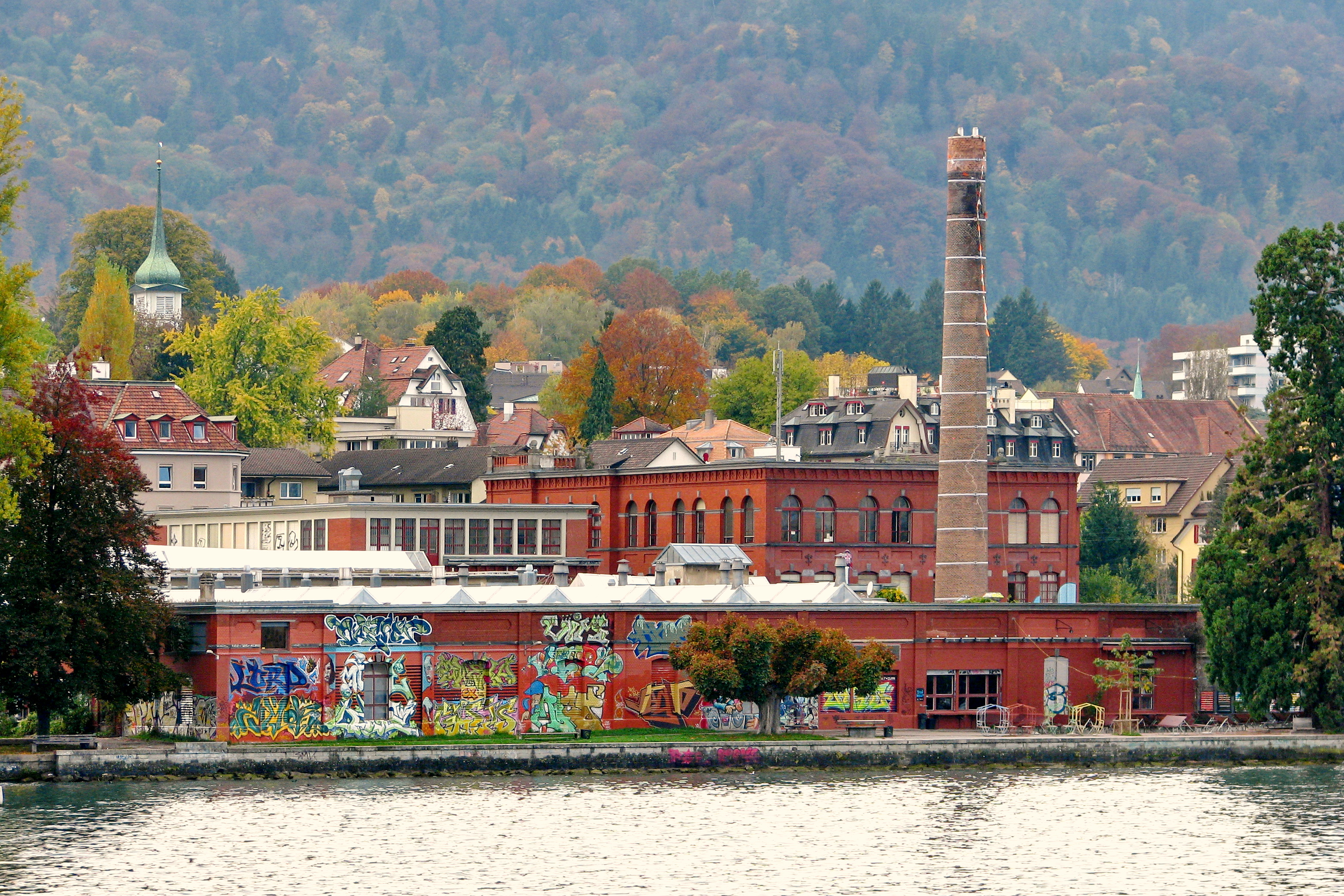
Ansicht vom Zürichsee

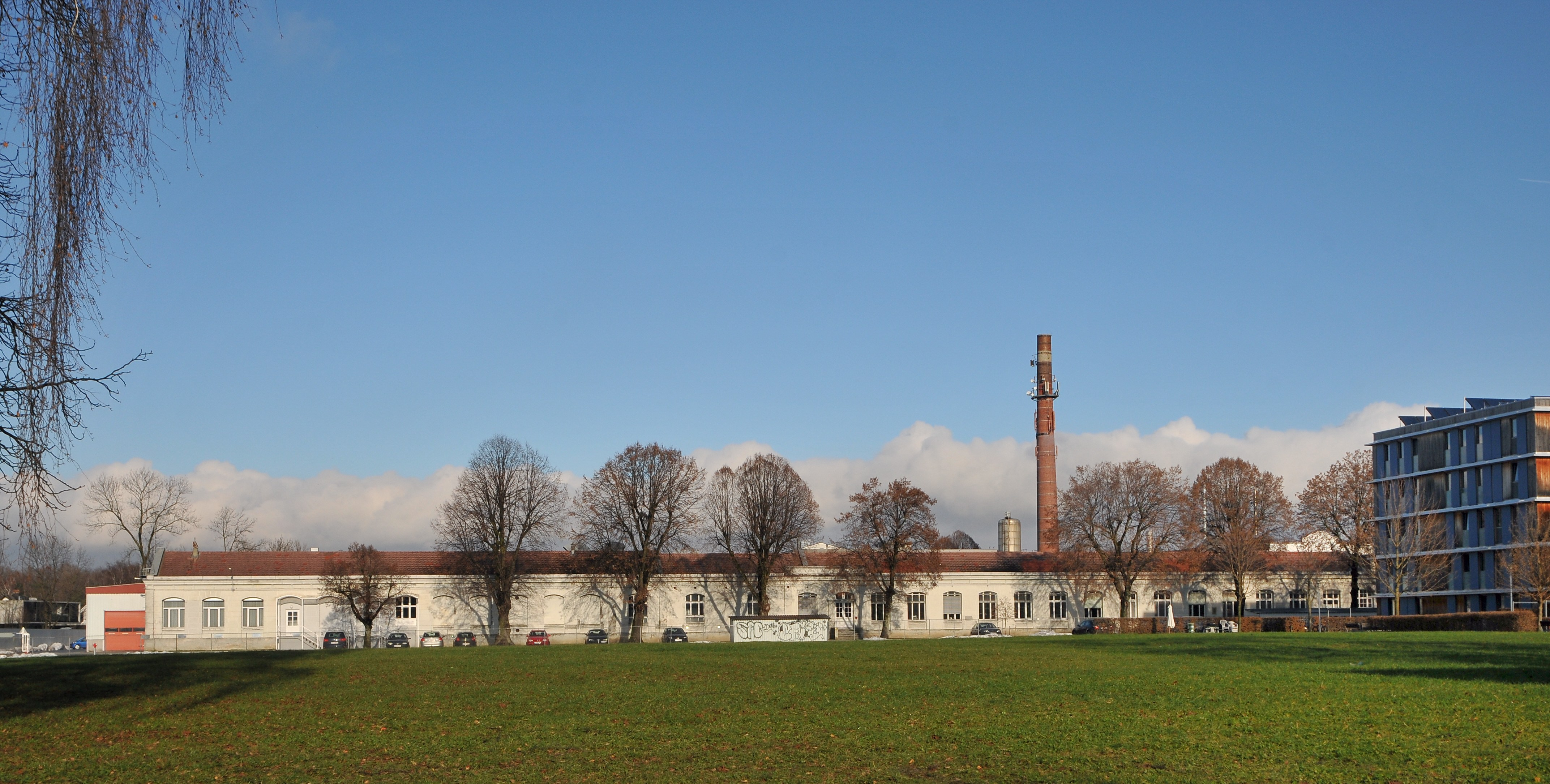
Fabriksgebäude Spinnereistraße 10 in Hard, Vorarlberg

Carl Arnold Séquin-Bronner (* 25. Januar 1845 in Uznach; † 25. November 1899 in Rüti ZH) war ein Schweizer Architekt.

## Leben
Nach Schulbesuch in Uznach, Rapperswil SG und St. Gallen besuchte Carl Arnold ab 1863 das Polytechnikum in Zürich, ohne einen Abschluss zu machen. Es folgte eine Ausbildung in der Prager Maschinenfabrik Danniek. In den frühen 1870er Jahren übernahm er die Kundenberatung in der Webstuhlfabrik von Caspar Honegger in Rüti.
1879 heiratete er Georgine Bronner aus Biel. Noch im gleichen Jahr eröffnete er unter dem Namen C. Séquin-Bronner ein eigenes Architekturbüro in Rüti. Dessen Spezialität wurden standardisierte Fabrikbauten vor allem für die Textilindustrie.
Zusammen mit Hilarius Knobel schloss er sich um 1895 zum Büro Séquin & Knobel zusammen. In den knapp zwanzig Jahren ab 1881 bis zu seinem Tod 1899 arbeitete Carl Arnold Séquin-Bronner an über 250 Fabrikanlagen im In- und Ausland.

## Ausgewählte Werke
- Rote Fabrik, Zürich

Die Rote Fabrik wurde 1892 vom Architekten Carl Arnold Séquin-Bronner für die Seidenfirma Henneberg erbaut. 1899 erfolgt die Übernahme durch die Seidenwebereien Stünzi Söhne aus Horgen.
- 1894–95 mechanische Seidenweberei Conze & Colsman in Bonsfeld, Langenberg_(Rheinland)

- Mechanische Baumwollspinnerei und Weberei Augsburg

Zu den grössten Projekten des erweiterten Baubüros in Rüti zählt die Spinnerei und Weberei am Proviantbach (Werk III) der Mechanischen Baumwollspinnerei und -weberei Augsburg.
Neben einer bereits bestehenden Weberei errichteten Séquin & Knobel hier 1895/98 eine weitere Weberei für 640 Webstühle und einen Spinnereihochbau für über 42'000 Spindeln – einen schlossartigen Ziegelbau, dessen vier Geschosse (Sockelgeschoss und drei Stockwerke) von drei Ecktürmen überragt werden.
- Fabriksgebäude Spinnereistraße 10 in Hard, Vorarlberg